# Come diventare popolari a scuola
Come diventare popolari a scuola è una breve webserie per ragazzi del 2015, diretta da Marco Danieli. Si tratta di uno spin-off della serie televisiva È arrivata la felicità.
Distribuita sul sito internet Rai.tv, la serie è stata poi trasmessa anche in televisione su Rai 4 come una serie televisiva.

## Trama
Il sedicenne Umberto Mieli, studente in un liceo romano, vuole uscire dall'anonimato e diventare popolare nella sua scuola. Ci proverà con ogni mezzo, ma il risultato non sarà quello da lui atteso.

## Episodi
- 01 - Test di popolarità
- 02 - La mappatura
- 03 - Il tatuaggio
- 04 - Il ragazzo invisibile
- 05 - Un'assenza può più che una presenza
- 06 - Emula chi sta nell'Olimpo
- 07 - Diventa virale
- 08 - Il primo bacio
- 09 - Ci vorrebbe un amico... famoso
- 10 - Magie d'amore